# Магдалена Рибарикова
Магдале́на Риба́рикова (словац. Magdaléna Rybáriková; 4 жовтня 1988, П'єштяни, Чехословаччина) — словацька професійна тенісистка.

## Загальна інформація
Рибарикова народилася в невеликому містечку П'єштяни, за 80 кілометрів від Братислави. Її батьків звуть Антон та Марія. У Магдалени є старший брат Філіп і старша сестра Нада. Вона почала займатися тенісом досить пізно — у 8 років, а в 15 переїхала в Братиславу в Національний Тенісний Центр.
Тренером Рибарикової є Петер Хубер, також вона працює зі спеціалістом з фізпідготовки Крістіаном Цупаком. Кумир Магдалени в тенісі — Роджер Федерер.

### Ігровий стиль
Стиль гри Магдалени Рибарикової не дуже типовий для сьогоднішнього жіночого тенісу. Вона ніби повертає глядачів в минулу епоху, надаючи перевагу агресивному тенісу, із частими виходами до сітки. Магдалена володіє сильною першою подачею (для неї не рідкість зробити понад десять ейсів за матч), потужним форхендом і відмінною грою зльоту. Зліва надає перевагу різаному удару, але й активні дії з бекхенду нерідкість. Сильною зброєю в її руках є і укорочений удар.
Однак, у стабільності вона далека від ідеалу. Занадто велика кількість помилок дуже часто призводять до прикрих поразок.
Рибарикова полюбляє швидкі покриття: траву і хард. Улюблені турніри — Вімблдон і US Open. Найкращим своїм ударом Магдалена вважає подачу.

## Рейтинг на кінець року
| Рік  | Одиночний рейтинг | Парний рейтинг |
| 2012 | 62                | 156            |
| 2011 | 72                | 112            |
| 2010 | 104               | 78             |
| 2009 | 45                | 134            |
| 2008 | 58                | 265            |
| 2007 | 279               |                |
| 2006 | 330               |                |
| 2005 | 302               |                |
| 2004 | 924               |                |

## Виступи на турнірах

### Виступи в одиночних турнірах

#### Фінали турнірівWTAв одиночному розряді (5)

##### Перемоги (4)
| Легенда:                       |
| ------------------------------ |
| Турніри Великого шолома (0)    |
| Олімпіада (0)                  |
| Підсумковий чемпіонат року (0) |
| Premier Mandatory (0)          |
| Premier 5 (0)                  |
| Premier (0)                    |
| International (4+1)            |

| Титули за покриттям | Титули за місцем проведення матчів турніру |
| ------------------- | ------------------------------------------ |
| Хард (3)            | Зал (1)                                    |
| Ґрунт (0+1)         | Зал (1)                                    |
| Трава (1)           | Відкрите повітря (3+1)                     |
| Килим (0)           | Відкрите повітря (3+1)                     |

| №  | Дата           | Турнір                     | Покриття | Суперник у фіналі      | Рахунок       |
| 1. | 14 червня 2009 | Бірмінгем, Велика Британія | Трава    | Лі На                  | 6-0 7-6(2)    |
| 2. | 19 лютого 2011 | Мемфіс, США                | Хард(i)  | Ребекка Марино         | 6-2 — відмова |
| 3. | 4 серпня 2012  | Вашингтон, США             | Хард     | Анастасія Павлюченкова | 6-1 6-1       |
| 4. | 4 серпня 2013  | Вашингтон, США (2)         | Хард     | Андреа Петкович        | 6-4 7-6(2)    |

##### Поразки (1)
| №  | Дата            | Турнір          | Покриття | Суперник у фіналі | Рахунок |
| 1. | 24 вересня 2011 | Гуанчжоу, Китай | Хард     | Шанель Схеперс    | 2-6 2-6 |

#### Фінали турнірівITFв одиночному розряді (12)

##### Перемоги (5)
| Легенда:          |
| ----------------- |
| 100.000 USD (1+1) |
| 75.000 USD (0)    |
| 50.000 USD (1)    |
| 25.000 USD (2)    |
| 10.000 USD (1)    |

| Титули за покриттям | Титули за місцем проведення матчів турніру |
| ------------------- | ------------------------------------------ |
| Хард (2+1)          | Зал (1)                                    |
| Ґрунт (3)           | Зал (1)                                    |
| Трава (0)           | Відкрите повітря (4+1)                     |
| Килим (0)           | Відкрите повітря (4+1)                     |

| №  | Дата            | Турнір                 | Покриття | Суперник у фіналі | Рахунок |
| 1. | 3 квітня 2005   | Каїр, Єгипет           | Ґрунт    | Сара Рааб         | 6-1 6-3 |
| 2. | 11 вересня 2005 | Местре, Італія         | Ґрунт    | Кіра Надь         | 6-2 7-5 |
| 3. | 22 березня 2008 | Санкт-Петербург, Росія | Хард(i)  | Ганна Лапущенкова | 6-4 6-2 |
| 4. | 5 квітня 2008   | Патри, Греція          | Хард     | Енн Кеотавонг     | 6-3 7-5 |
| 5. | 15 травня 2011  | Прага, Чехія           | Ґрунт    | Петра Квітова     | 6-3 6-4 |

##### Поразки (7)
| №  | Дата            | Турнір              | Покриття | Суперник у фіналі | Рахунок           |
| 1. | 27 березня 2005 | Айн-Сухна, Єгипет   | Ґрунт    | Моніка Нікулеску  | 3-6 4-6           |
| 2. | 14 серпня 2005  | Хехінген, Німеччина | Ґрунт    | Кірстен Фліпкенс  | 4-6 3-6           |
| 3. | 18 лютого 2007  | Прага, Чехія        | Килим(i) | Петра Квітова     | 5-7 6-7(2)        |
| 4. | 9 грудня 2007   | Пршеров, Чехія      | Хард(i)  | Петра Квітова     | 5-7 3-6           |
| 5. | 10 серпня 2008  | Монтеррей, Мексика  | Хард     | Ярослава Шведова  | 4-6 1-6           |
| 6. | 2 жовтня 2010   | Нінбо, Китай        | Хард     | Альберта Бріанті  | 4-6 4-6           |
| 7. | 12 лютого 2012  | Мідленд, США        | Хард(i)  | Ольга Говорцова   | 3-6 7-6(6) 6-7(5) |

### Виступи в парному розряді

#### Фінали турнірівWTAв парному розряді (2)

##### Перемоги (1)
| №  | Дата          | Турнір             | Покриття | Партнер          | Суперниці у фіналі             | Рахунок |
| 1. | 5 травня 2012 | Будапешт, Угорщина | Ґрунт    | Жанетта Гусарова | Єва Бірнерова Міхаелла Крайчек | 6-4 6-2 |

##### Поразки (1)
| №  | Дата            | Турнір              | Покриття | Партнер            | Суперниці у фіналі             | Рахунок |
| 1. | 25 вересня 2010 | Ташкент, Узбекистан | Хард     | Александра Дулгеру | Тетяна Пучек Олександра Панова | 3-6 4-6 |

#### Фінали турнірівITFв парному розряді (1)

##### Перемоги (1)
| №  | Дата          | Турнір             | Покриття | Партнер       | Суперниці у фіналі         | Рахунок        |
| 1. | 9 серпня 2008 | Монтеррей, Мексика | Хард     | Єлена Панджич | Моніка Адамчак Мелані Саут | 4-6 6-4 [10-8] |